# Ruyan (Region)

Karte des Nordiran zur Zeit der Tahiriden und Saffariden mit den Grenzen der einzelnen Regionen.

Ruyan (persisch رویان), später bekannt als Rustamdar (persisch رستمدار), war der Name einer Bergregion, die den westlichen Teil von Tabaristan/Mazandaran, einer Region an der kaspischen Küste im Norden Irans, umfasste.
In der iranischen Mythologie taucht Ruyan als einer der Orte auf, von denen aus der legendäre Bogenschütze Arasch seinen Pfeil abschoss, der den Rand von Chorasan erreichte und die Grenze zwischen Iran und Turan markierte. In historischen Aufzeichnungen erscheint die Region erstmals als eines der Länder des Königs Gushnasp und seiner Nachkommen, die bis zu ihrer Absetzung durch den Großkönig (Schahanschah) Kavadh I. (reg. 488–496, 498–531) als sasanische Vasallen dienten. 
Während der muslimischen Eroberung Persiens soll der letzte Schah Yazdegerd III. (reg. 632–651) die Kontrolle über Tabaristan an den dabuyidischen Herrscher Gil Gavbara, einen Urenkel des Schahs Jamasp (reg. 496–498/9), übergeben haben. Gil Gavbaras Sohn Baduspan I. erlangte 665 die Kontrolle über Ruyan und begründete damit die Baduspaniden-Dynastie, die das Gebiet bis zur Eroberung durch die Safawiden in den 1590er Jahren beherrschte.

## Geschichte
Der französische Orientalist James Darmesteter vermutete, dass Ruyan mit dem Berg Raodita („rötlich“) in der zoroastrischen Schrift Yascht und mit Royischnomand in einem anderen zoroastrischen Text, dem Bundahischn, identisch war. Nach dem mittelalterlichen iranischen Gelehrten al-Biruni (gest. nach 1050) schoss der legendäre Bogenschütze Arasch von Ruyan aus seinen Pfeil an den Rand von Chorasan, um die Grenze zwischen Iran und Turan zu markieren.
Nach dem Tansar-Brief des Hohepriesters des Sasanidenkönigs Ardaschir I. (reg. 224–242) gehörte Ruyan zum Herrschaftsgebiet eines lokalen Königs namens Guschnasp. Guschnasp unterwarf sich Ardaschir I., nachdem ihm der Fortbestand seines Reiches zugesichert worden war. Seine Linie regierte Tabaristan bis zur zweiten Regierungszeit von Kavadh I. (reg. 488–496, 498–531), der die Dynastie absetzte und seinen Sohn Kawus an ihre Stelle setzte. Während der arabischen Invasion im Iran soll der letzte Schah Yazdegerd III. (reg. 632–651) die Kontrolle über Tabaristan an den Dabuyidenherrscher Gil Gavbara, einen Urenkel des Schahs Jamasp (reg. 496–498/9), übergeben haben. Gil Gavbaras Sohn Baduspan I. erhielt 665 die Herrschaft über Ruyan und begründete damit die Baduspaniden-Dynastie, die die Region bis in die 1590er Jahre regierte. Ein weiterer Sohn, Dabuya, folgte seinem Vater als Oberhaupt der Dabuyiden und herrschte über das übrige Tabaristan.
Der letzte Herrscher der Dabuyiden, Khurschid, konnte sein Reich gegen das Umayyaden-Kalifat verteidigen, wurde aber schließlich 760 vom nachfolgenden Kalifat der Abbasiden besiegt. Tabaristan wurde nun eine reguläre Provinz des Kalifats, die von einem arabischen Gouverneur von Amol aus regiert wurde, obwohl die lokalen Dynastien der Bawandiden, Qarinvandiden, Zarmihriden und Baduspaniden, die zuvor den Dabuyiden unterstanden hatten, weiterhin als tributpflichtige Vasallen der Abbasiden das gebirgige Landesinnere kontrollierten. Diese Herrscher waren weitgehend autonom, wenn auch nicht völlig.
Den persischen Geographen Ahmad ibn Rustah und Ibn al-Faqih aus dem 10. Jahrhundert zufolge war Ruyan ursprünglich ein Distrikt von Dailam, wurde aber nach der Eroberung durch das Kalifat Tabaristan zugeschlagen. Ruyan war ein großer Distrikt, der auf beiden Seiten von zwei Gebirgen umgeben war. Jede Stadt konnte zwischen 400 und 1000 bewaffnete Männer aufbieten. Die vom Kalifen Harun al-Raschid (reg. 786–809) erhobene kharaj (Steuer) betrug 400.050 Dirham. In der Stadt Kajija war ein Wali stationiert. Aus den Berichten der beiden Autoren geht hervor, dass es ein Grenzgebiet zwischen Ruyan und dem unabhängigen Dailam gab, das die Städte Tschalus, al-Muhdatha und Muzn umfasste. Aufgrund der regionalen Bedeutung der Baduspaniden wurde Ruyan in mongolischer Zeit unter dem Namen Rustamdar bekannt, einer abgewandelten Form ihres Herrschertitels ustandar, den sie seit der Herrschaft von Schahriyar III. ibn Jamschid (reg. 937–949) verwendeten.
Die Baduspaniden wurden von den Mar’aschi, die von 1381 bis 1390 in Rustamdar herrschten, kurzzeitig entmachtet, als diese beschlossen, den Baduspanidenprinzen Sa’d al-Dawla Tus auf den Thron von Rustamdar zu setzen, um den afrasidischen Prinzen Iskandar-i Schaikhi, der den türkisch-mongolischen Herrscher Timur (reg. 1370–1405) bei der Eroberung Mazandarans begleitete, herauszufordern. Tus korrespondierte jedoch heimlich mit Iskandar-i Schaikhi und schloss sich schließlich 1392 den Truppen Timurs an. Im folgenden Jahr vertrieb Timur die Mar’ashis und eroberte Mazandaran. In den Jahren 1399/1400 beraubte er die Baduspaniden des größten Teils ihrer Besitztümer, indem er seine Truppen den größten Teil von Rustamdar verwalten ließ. Der Besitz des neuen Baduspanidenherrschers Kayumarth I. beschränkte sich nun auf die Burg Nur. Im Jahre 1405 stellte er jedoch seine Herrschaft in Rustamdar wieder her. Er starb 1453 und nach seinem Tod brachen dynastische Kämpfe aus, die zur Teilung seines Reiches in Kojur und Nur unter seinen Söhnen Iskandar IV. und Ka’us II. führten. Die Dynastie der Baduspaniden sollte nie wieder vereint werden und die beiden Zweige regierten getrennt, bis sie schließlich in den 1590er Jahren vom safawidischen Monarchen des Iran, Abbas dem Großen (reg. 1588–1629), abgesetzt wurden.